# Brisingr
Brisingr eller Eragon Skuggbanes och Saphira Bjartskulars sju löften, är den tredje delen i fantasybokserien Arvtagaren, skriven av Christopher Paolini. Boken släpptes på engelska 20 september 2008 och på svenska 13 november samma år. 

## Handling
I den tredje delen fortsätter Varden (motståndsrörelsen mot Galbatorix) sin kamp mot imperiet och Eragon håller sitt löfte till Roran om att försöka rädda Rorans trolovade Katarina från de fruktansvärda ra'zacerna. Eragon och Roran beger sig till ra'zacernas fäste Helgrind och lyckas rädda Katarina. Eragon ber sin drake Saphira att föra Roran och Katarina tillbaka till Varden, medan han själv vill stanna kvar i ra'zacernas fäste för att döda de sista ra'zacerna. När Eragon genomsöker ra'zacernas fäste hittar han Katarinas far Sloan, som också var ra'zacernas fånge. Efter att ha dödat den sista ra'zacern ger sig Eragorn av från Helgrind och skickar iväg Sloan till Du Weldenvarden, skogen där alverna bor, för att ge Sloan en chans att sona sina brott (Sloan förrådde Carvahall i den första boken, se Eragon).
På väg tillbaka till Varden möter Eragon Arya som har letat efter honom. De förnyar sin vänskap och Arya säger till Eragorn att använda Aren, Broms ring, som efter Broms död är hans, och när han gör det upptäcker han att ringen äger en stor kraft. Arya råder honom att spara den kraften till en stund då han verkligen behöver den. Eragorn och Arya återvänder till Varden och väl där får Eragorn frågan om han vill viga Roran och Katarina, då Katarina bär Rorans barn, vilket han svarar ja till. Men precis när bröllopet ska hållas blir lägret attackerat av en grupp soldater och Murthag och dennes drake Törne. Varden lyckas dock med hjälp av Eragorn och Saphira försvara sig och vinner striden och Murthag flyr och bröllopet kan hållas.
Eragorn får efter detta i uppdrag av Vardens ledare Nasuada att bege sig till dvärgarna i Beorbergen, för att närvara vid deras val av en ny kung (dvärgarnas kung Hrothgar dog slaget på Brinnande slätten vilket skildras i bokseriens andra del, Den äldste) och försöka skynda på detta eftersom Varden behöver dvärgarnas hjälp i kampen mot Galbatorix. Eragorn kan dock inte flyga på Saphira dit, eftersom Saphira måste stanna kvar hos Varden för att skydda dem mot Murthag och Törne. I stället färdas han tillsammans med Nar Garvzhog, ledare för de urgaler som lierat sig med Varden för att hämnas på Galbatorix för att han bedragit dem (se i Den äldste). Eragorn och Saphira gillar inte att skiljas åt, men accepterar det då det tycks vara nödvändigt.
När Eragorn kommer fram till bergen och dvärgarna blir han snart utsatt för ett försök till lönnmord, men överlever, av en dvärgklan som ser honom som sin fiende. Orik, dvärgkungen Hrothgars fosterson, bannlyser de dvärgar som angripit Eragorn och vinner de övriga dvärgarnas gillande och väljs till ny kung. Eragorn kallar på Saphira och efter kung Oriks kröningsceremonin flyger Eragorn på Saphira till Ellesméra, alvernas huvudstad, för att lära sig mer om ryttare och drakar. I Ellesméra får Eragorn också lära sig mer om sig själv, som vems son han egentligen är. Eragorn får där också sitt ryttarsvärd som han ger namnet Brisingr (vilket betyder eld). 
Eragorn och Saphira lämnar till slut Ellesméra för att åter ansluta sig till Varden som försöker inta staden Feinster. Boken slutar med att Eragorn, samtidigt som han strider i Feinster, får veta att Oromis (hans lärare i Ellesméra) och Glaedr (Oromis drake) har dött i strid vid staden Gil'ead mot Galbatorix, dödade av Eragons bror Murtagh och dennes drake Törne. Slaget om Feinster blir en seger för Varden, men Galbatorix är fortfarande mycket mäktig och har Alagaësia i sitt grymma grepp.

## Uppföljare
Berättelsen om Eragon fortsätter i en fjärde och avslutande del, vilken heter Arvtagaren.